# Paweł Fajdek
Paweł Fajdek, född 4 juni 1989 i Świebodzice, Polen, är en polsk friidrottare som tävlar i släggkastning.

## Karriär
Fajdek tog VM-guld 2013, 2015 och 2017 samt deltog vid olympiska sommarspelen 2012.
Vid olympiska sommarspelen 2020 i Tokyo tog Fajdek brons i släggkastning med ett kast på 81,35 meter. I juli 2022 vid VM i Eugene tog han sitt femte raka VM-guld i slägga efter ett kast på världsårsbästat 81,98 meter.